# Kołat-Rybniki
Kołat-Rybniki – zniesiona wieś w Polsce, w województwie kujawsko-pomorskim, w powiecie lipnowskim, w gminie Kikół.
28 marca 2023 Rada Gminy Kikół jednogłośnie zagłosowała za zniesieniem miejscowości Kołat-Rybniki, ze względu na brak jej fizycznego istnienia oraz skład z rozproszonych przysiółków. Nazwa miejscowości została zniesiona jednocześnie zmieniono dotychczasowym częściom wsi rodzaj miejscowości na wieś, na mocy rozporządzenia Ministra Spraw Wewnętrznych i Administracji z dniem 1 stycznia 2025.

## Podział administracyjny
| SIMC    | Nazwa      | Rodzaj    |
| ------- | ---------- | --------- |
| 0863534 | Kołat      | część wsi |
| 0863540 | Korzyczewo | część wsi |
| 0863557 | Nowopole   | część wsi |
| 0863563 | Rybniki    | część wsi |

W latach 1975–1998 miejscowość administracyjnie należała do województwa włocławskiego.

## Demografia
Według Narodowego Spisu Powszechnego (III 2011 r.) wieś liczyła 265 mieszkańców. Była dziesiątą co do wielkości miejscowością gminy Kikół.